# بایی-ان-ریوییر
بایی-ان-ریوییر (به فرانسوی: Bailly-en-Rivière) یک کمون (فرانسه) در فرانسه است که در canton of Envermeu واقع شده‌است. بایی-ان-ریوییر ۲۰٫۰۶ کیلومتر مربع مساحت دارد ۷۶ متر بالاتر از سطح دریا واقع شده‌است.